# Musée archéologique départemental de Jublains
Le musée archéologique départemental de Jublains est un petit musée archéologique situé sur le territoire de la commune de Jublains (Mayenne).

## Histoire
Le musée, ouvert en 1995, a vu sa muséographie en partie revue dès 2002. Une partie des œuvres exposées ici proviennent d'anciennes fouilles effectuées sur le site et de dépôts des musées de Laval ou de Mayenne. Les collections présentées ont dans un premier temps dépassé le cadre de la cité romaine, s'étendant à des découvertes archéologiques du reste du département, de l'époque préhistorique la plus ancienne et jusqu'au XVIe siècle. Depuis, il a été décidé de le consacrer uniquement à l'époque romaine.

## Éléments remarquables
- Bracelets de l'âge du bronze (vers 1500-1200 av. J.-C.)
- épée de l'âge du fer
- trésor monétaire du sanctuaire de Juvigné
- tête de déesse-mère de calcaire
- enduit peint représentant un oiseau
- éléments découverts dans le sanctuaire de Jublains : ex-votos dont un lot de fibules et de statuettes votives de terre cuite
- fragment de l'inscription dédicatoire du théâtre (2e moitié du Ier siècle ap. J.-C.)
- pilier aux masques découvert dans la forteresse
- plaque-boucles et fibules mérovingiennes

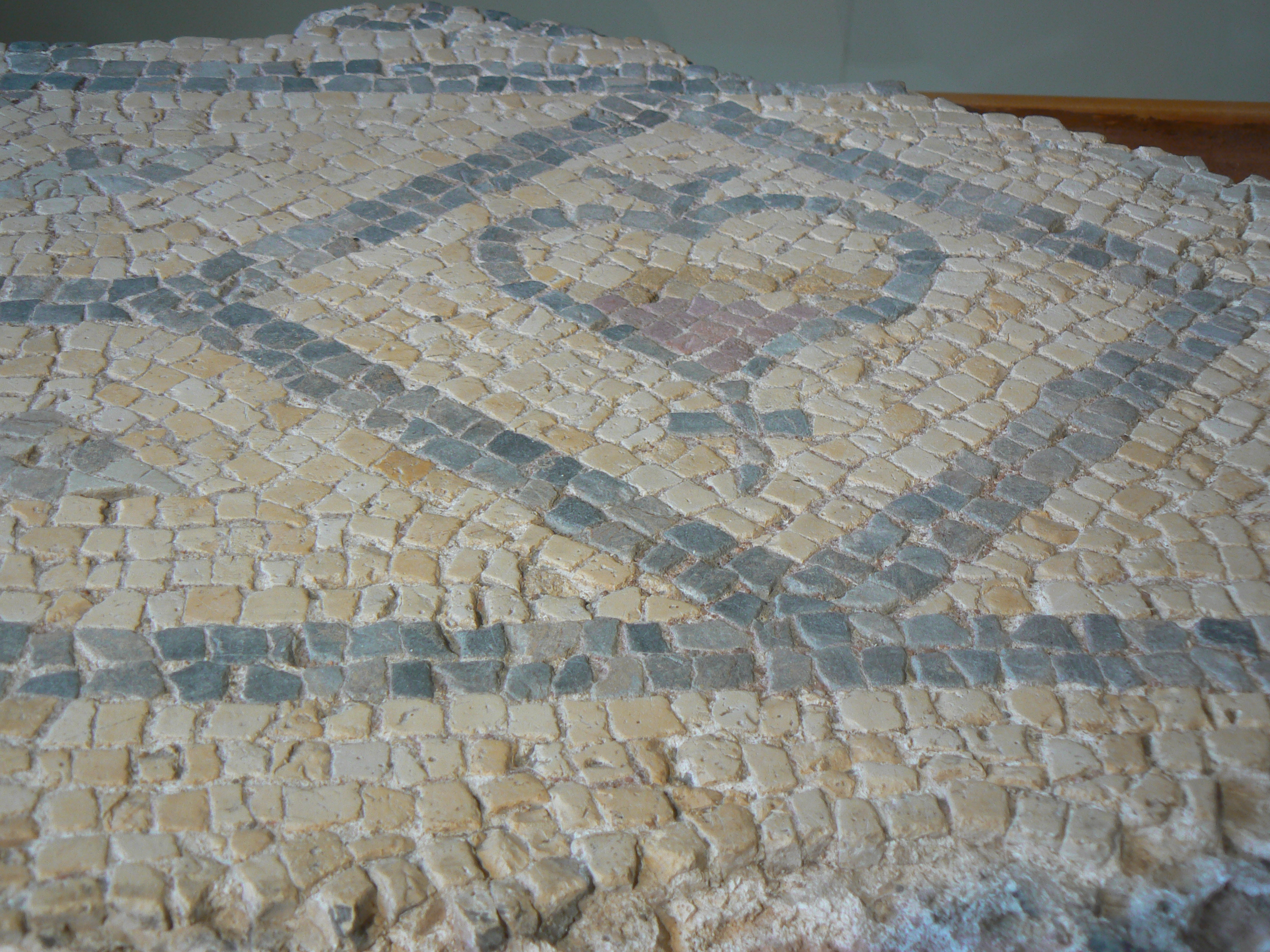
Fragment de la mosaïque découverte en 1776
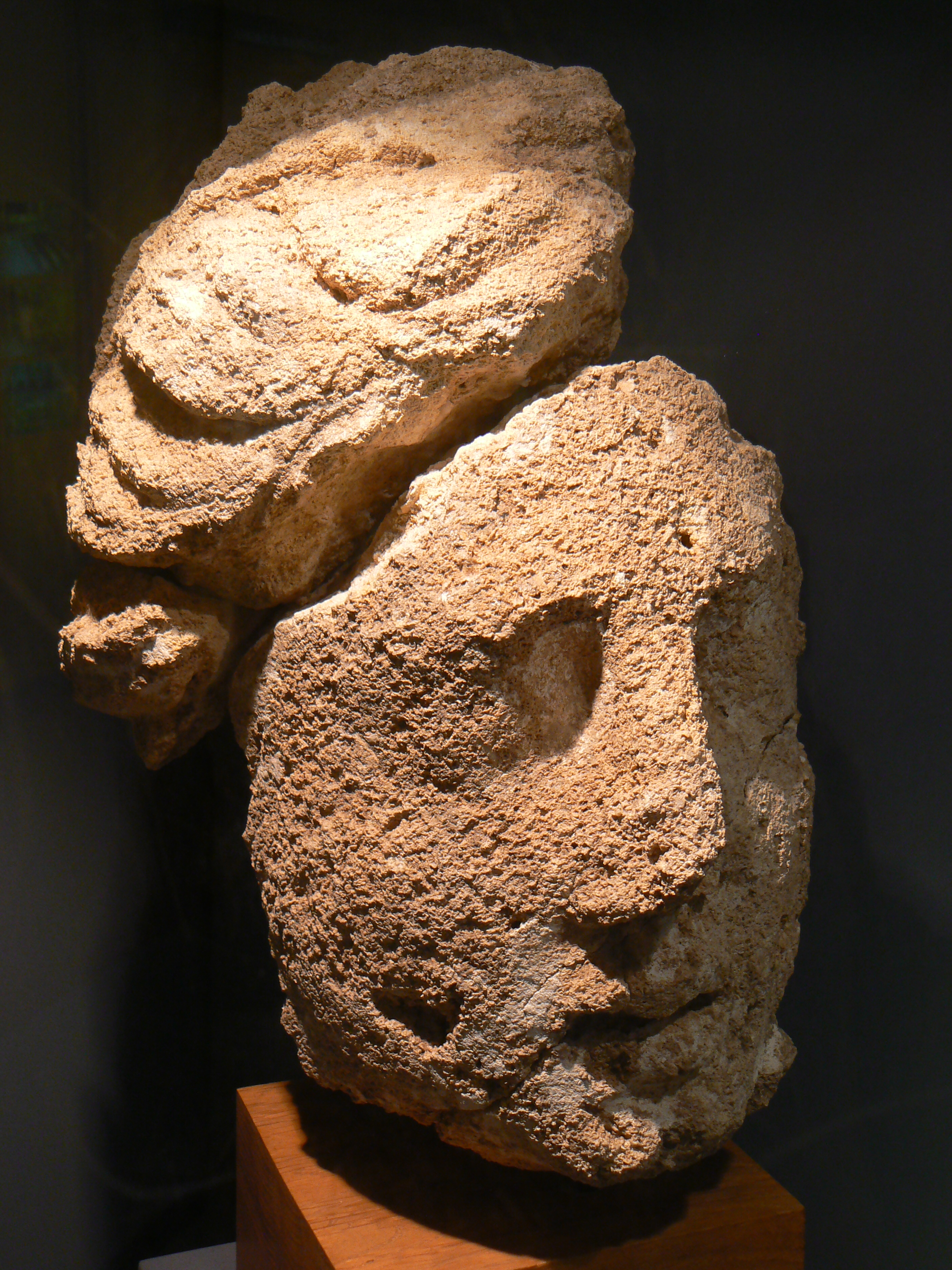
Tête de statue de déesse-mère
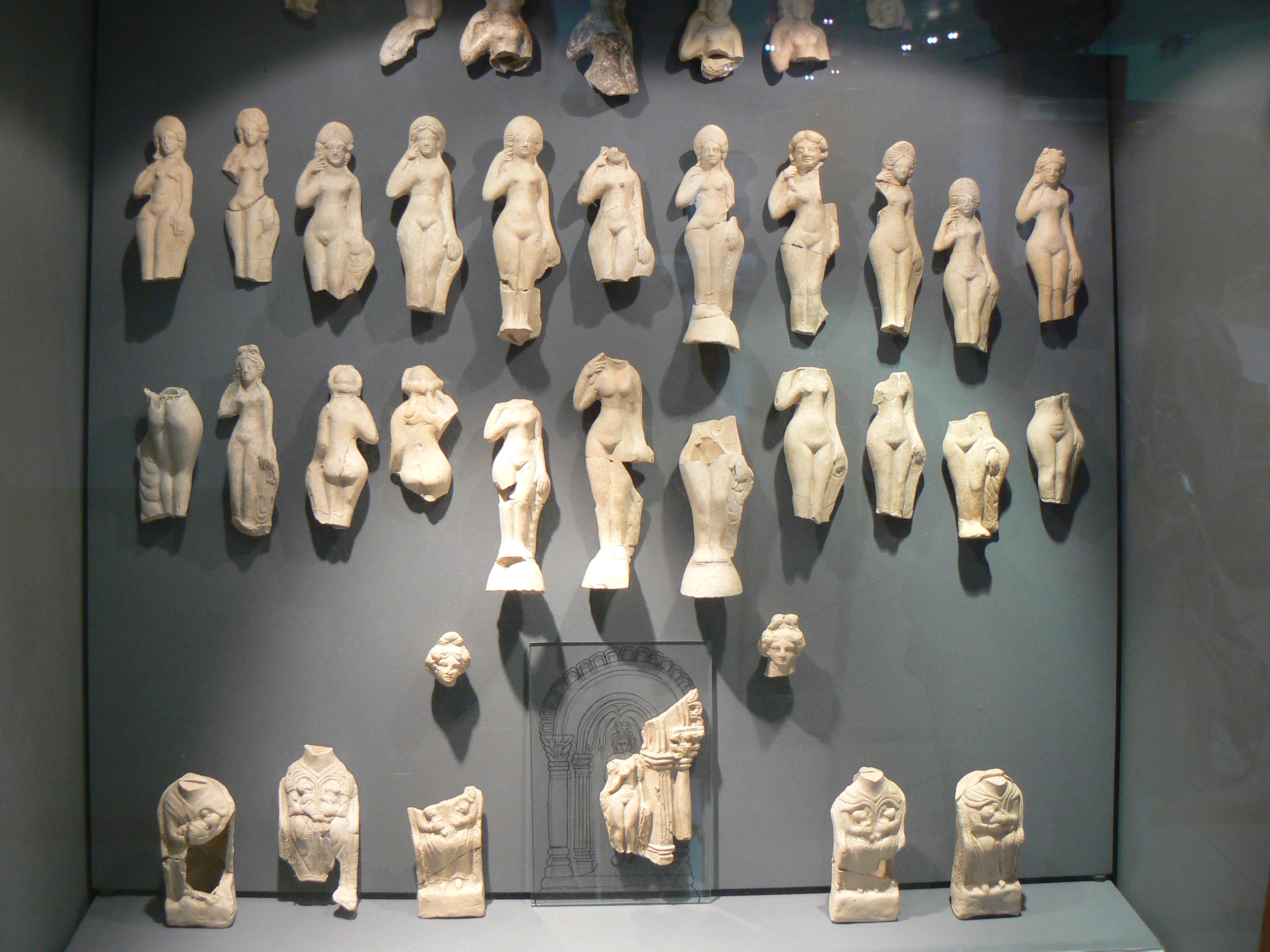
Statuettes votives
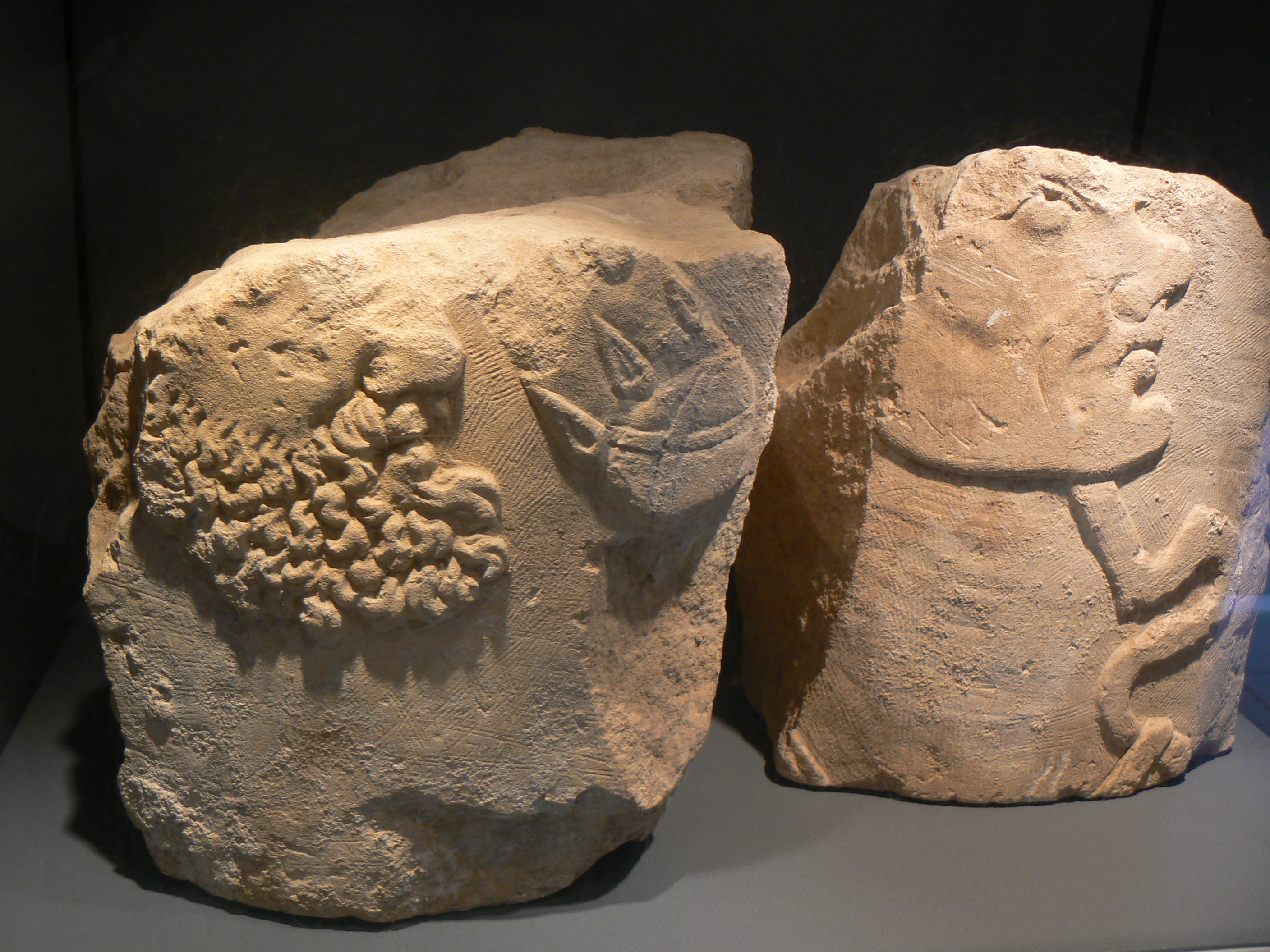
Pilier aux masques
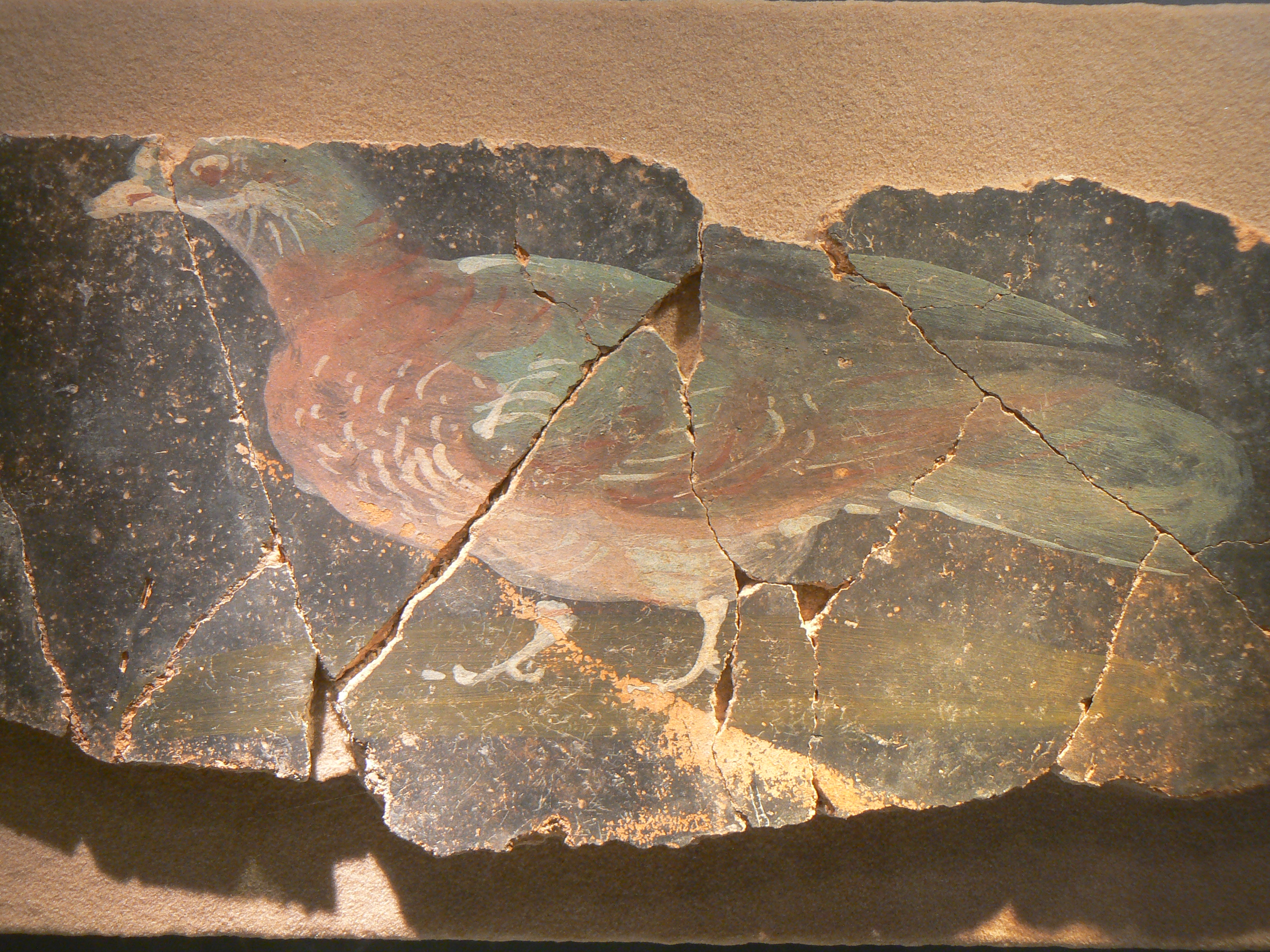
Enduit peint représentant un oiseau
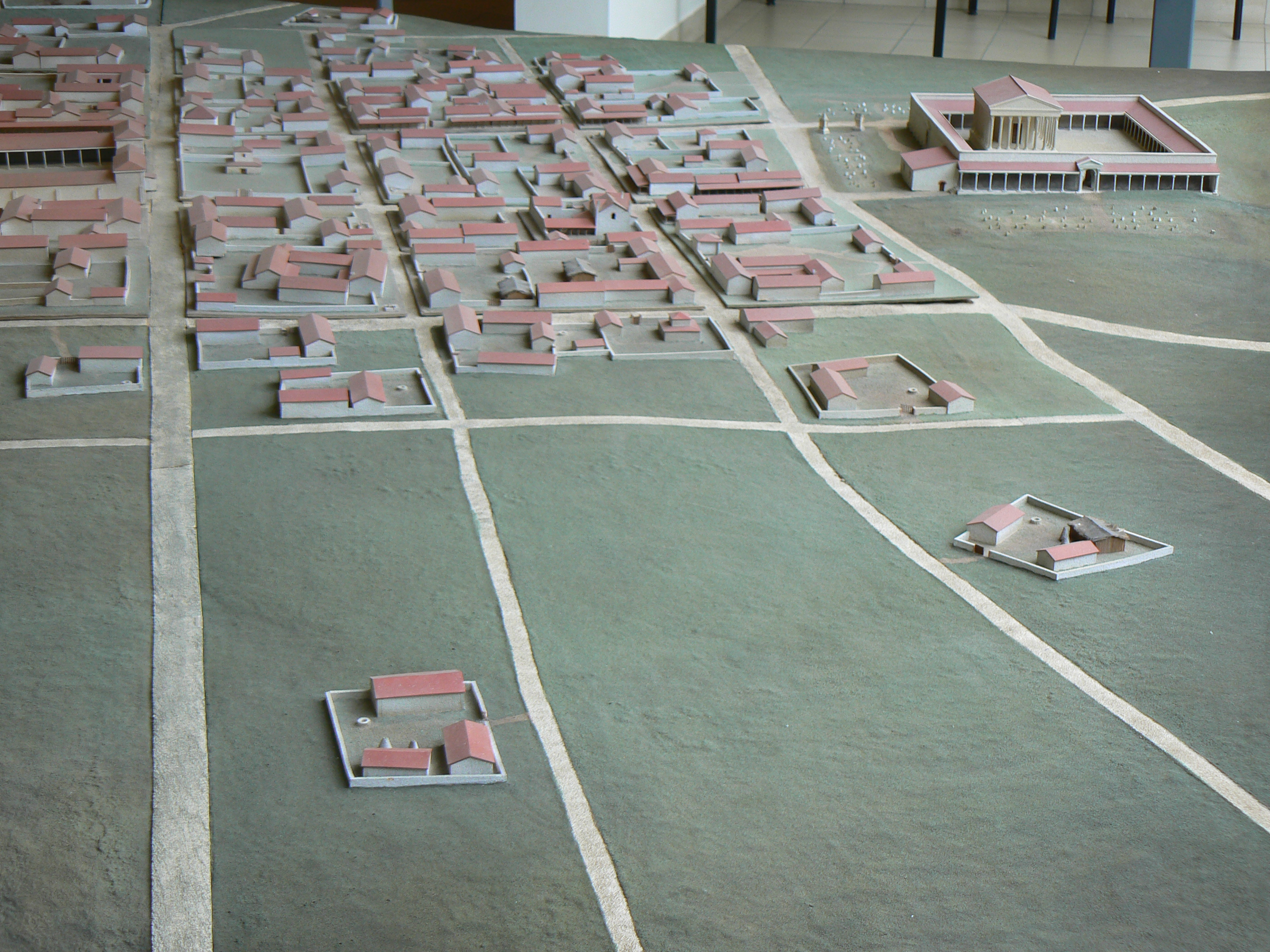
Maquette de la cité, quartier entre forum et sanctuaire

## Événements et activités
- Nuit des musées.